# Татарське Урайкино
Татарське Урайкино (рос. Татарское Урайкино) — село в Старомайнському районі Ульяновської області Російської Федерації.
Населення становить 535 осіб. Входить до складу муніципального утворення Урайкинське сільське поселення.

## Історія
Від 2004 року входить до складу муніципального утворення Урайкинське сільське поселення.

## Населення
| 2010 |
| ---- |
| 535  |